# سارة العليوي
سارة عبد الرحيم العليوي (1984- ) روائية سعودية من مواليد الخبر.

## إصداراتها
صدر لها اربع روايات 
- سعوديات 2006 وحققت نجاحا كبيرا عند طرحها( عدد طبعاتها خمس طبعات)
- لعبة المرأة..رجل 2008 ( عدد طبعاتها اربع طبعات)
- وللكذب رجال 2011
- عندما يعشق الرجال 2015

## مشاركاتها في الندوات الأدبية
مثلت سارة العليوي بلدها في محافل ادبيه عديده اهمها:
- تونس عام 2007 في ندوة لقاء الأديبات السعوديات بالأديبات التونسيات.
- مهرجان طيران الإمارات للأداب عام 2011 وسط أبرز وأهم رموز الأدب العربي والعالمي.
- المشاركة في أكثر من معرض الكتاب في مختلف أنحاء مناطق المملكة العربية السعودية
- دعوتها للمشاركة في معرض الكتاب في الشارقة عام 2012
- دعوتها للمشاركه في معرض فرانكفورت للكتاب من قبل الملحقيه الثقافية السعودية في ألمانيا وتكريمها من قبل السفير السعودي عام 2013

## كتابة المسلسلات
تحولت رواية (لعبة المرأة..رجل)  إلى مسلسل تلفزيوني عام 2012 من بطولة ميساء مغربي وإبراهيم الحربي وشذا سبت وأميرة محمد وإبراهيم الزدجالي وشارك أيضا الأخ الأصغر للكاتبه ساره العليوي الممثل سليمان العليوي.